# World on Fire (Fernsehserie)
World on Fire ist eine Dramaserie von BBC One. Die erste Staffel wurde 2019 ab September ausgestrahlt. Die Idee stammt von Dan Jones. Die Serie wurde nach zwei Staffeln eingestellt.

## Handlung
In sieben Episoden werden von vier Hauptpersonen in Berlin, Warschau, Paris und Manchester die persönlichen Erlebnisse während des Kriegsausbruchs erzählt. Sie werden zum Kriegsdienst eingezogen, verlieren geliebte Mitmenschen oder müssen ums Überleben kämpfen. Schicksalhaft kreuzen sich dabei ihre Wege, wodurch sich Allianzen bilden und sich Liebesbeziehungen über die Grenzen hinweg entwickeln.

## Hintergrund
Die Serie zeigt, wie sich das erste Kriegsjahr 1939 auf die Leben aller Menschen in ganz Europa auswirkt, vom Zivilisten daheim bis zum Soldaten an der Front.

## Produktion und Drehorte
Insgesamt wurden 13 Episoden in zwei Staffeln produziert. Die Dreharbeiten zur ersten Staffel fanden 2019 in Chester, Liverpool, Wigan, Prag und einige Außenaufnahmen in Spanien statt. Die Aufnahmen zur zweiten Staffel war für Herbst 2020 geplant, verzögerten sich jedoch aufgrund der Corona-Pandemie.

## Besetzung und Synchronisation
Die deutschsprachige Synchronisation entstand nach dem Dialogbuch von Rebekka Balogh sowie Paul Kaiser und unter der Dialogregie von Stephan Hoffmann durch die Interopa Film GmbH in Berlin.
| Rolle               | Schauspieler       | Synchronsprecher   |
| ------------------- | ------------------ | ------------------ |
| Harry Chase         | Jonah Hauer-King   | Konrad Bösherz     |
| Lois Bennett        | Julia Brown        | Patrizia Carlucci  |
| Nancy Campbell      | Helen Hunt         | Sabine Falkenberg  |
| Douglas Bennett     | Sean Bean          | Torsten Michaelis  |
| Robina Chase        | Lesley Manville    | Katharina Koschny  |
| Kasia Tomaszeski    | Zofia Wichłacz     | Marie-Isabel Walke |
| Jan Tomaszeski      | Eryk Biedunkiewicz | ?                  |
| Schmidt             | Max Riemelt        | Max Riemelt        |
| Connie Knight       | Yrsa Daley-Ward    | ?                  |
| Webster O’Connor    | Brian J. Smith     | Florian Clyde      |
| Uwe Rossler         | Johannes Zeiler    | Johannes Zeiler    |
| Albert Fallou       | Parker Sawyers     | Jeremias Koschorz  |
| Tom Bennett         | Ewan Mitchell      | Karim El Kammouchi |
| Claudia Rossler     | Victoria Mayer     | Victoria Mayer     |
| Maria Tomaszeski    | Agata Kulesza      | Antje von der Ahe  |
| Grzegorz Tomaszeski | Mateusz Wieclawek  | Amadeus Strobl     |
| Tomasz              | Tomasz Ziętek      | ?                  |
| Hilda Rossler       | Dora Zygouri       | Dora Zygouri       |
| Eddie Knight        | Ansu Kabia         | ?                  |
| Henriette Guilbert  | Eugénie Derouand   | Anja Mentzendorff  |
| Konrad              | Borys Szyc         | ?                  |
| Vernon Hunter       | Arthur Darvill     | Arne Stephan       |
| Giulia              | Mathilde Warnier   | Stella Sommerfeld  |

## Episodenliste
| Nr. (ges.) | Nr. (St.) | Deutscher Titel                                       | Originaltitel | Erstausstrahlung GB | Deutschsprachige Erstausstrahlung (D) | Regie         | Drehbuch     |
| --- | --------- | ----------------------------------------------------- | ------------- | ------------------- | ------------------------------------- | ------------- | ------------ |
| 1 | 1         | Aus kleinem Anfang entspringen alle Dinge             | Episode 1     | 29. Sep. 2019       | 29. Sep. 2019                         | Adam Smith    | Peter Bowker |
| Als der Krieg ausbricht, schwört der Übersetzer Harry Chase seiner polnischen Geliebten Kasia, ihr dabei zu helfen, aus Warschau zu fliehen. Nur wie wird er das seiner Geliebten Lois erklären, die zu Hause in Manchester auf ihn wartet?    |           |                                                       |               |                     |                                       |               |              |
| 2 | 1         | Die euch Hass predigen, erlösen euch nicht            | Episode 2     | 6. Okt. 2019        | 6. Okt. 2019                          | Adam Smith    | Peter Bowker |
| Einen Monat nach Kriegsausbruch ist Warschau nicht wiederzuerkennen, während Manchester oberflächlich betrachtet sehr ähnlich aussieht. Wird es für Harry ein herzliches Willkommen zu Hause geben?                                            |           |                                                       |               |                     |                                       |               |              |
| 3 | 1         | Auch was wir am meisten sind, sind wir nicht immer    | Episode 3     | 13. Okt. 2019       | 13. Okt. 2019                         | Thomas Napper | Peter Bowker |
| Harrys Wege kreuzen die von Lois erneut, als sie im Basislager des Britischen Expeditionskorps in Frankreich ankommt, um dort aufzutreten. Zur gleichen Zeit findet sich Tom mitten in einer Seeschlacht im Südatlantik wieder.                |           |                                                       |               |                     |                                       |               |              |
| 4 | 1         | Es gibt keinen Weg zum Frieden                        | Episode 4     | 20. Okt. 2019       | 20. Okt. 2019                         | Andy Wilson   | Peter Bowker |
| Harry und seine Einheit kämpfen in der belgischen Stadt Leuven um ihr Leben, wo die Alliierten den Deutschen zahlenmäßig unterlegen sind. |           |                                                       |               |                     |                                       |               |              |
| 5 | 1         | Die Summe dessen, was vermeidbar gewesen wäre         | Episode 5     | 27. Okt. 2019       | 27. Okt. 2019                         | Chanya Button | Peter Bowker |
| Harry und das, was von seiner Einheit übrig geblieben ist, versuchen, nach Dünkirchen zu gelangen, wo die Lage immer verzweifelter wird. |           |                                                       |               |                     |                                       |               |              |
| 6 | 1         | Hoffnungslosigkeit ist die vorweggenommene Niederlage | Episode 6     | 3. Nov. 2019        | 3. Nov. 2019                          | Chanya Button | Peter Bowker |
| Webster beginnt eine Widerstandskampagne im amerikanischen Krankenhaus, nachdem Paris an die Nazis gefallen ist. Herr und Frau Rossler werden in Berlin festgenommen und Lois und Vernon kommen sich näher.                                    |           |                                                       |               |                     |                                       |               |              |
| 7 | 1         | Der Beigeschmack der Katastrophe                      | Episode 7     | 10. Okt. 2019       | 10. Okt. 2019                         | Andy Wilson   | Peter Bowker |
| Als Mitglied einer Spezialeinsatztruppe ergreift Harry während einer polnischen Mission erneut die Chance, Kasia vor dem schrecklichen Ereignissen in Warschau zu retten, während Lois mit ihrer neuen Liebe Vernon glücklich zu sein scheint. |           |                                                       |               |                     |                                       |               |              |